# Mischwald

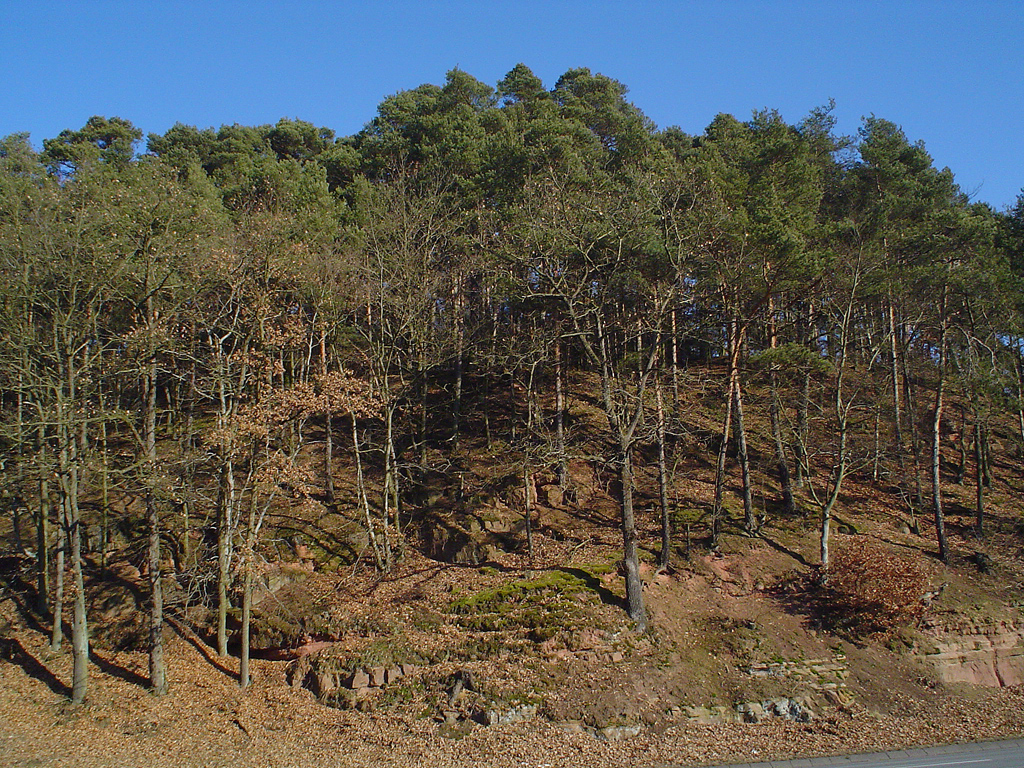
Buchen-Kiefernmischwald auf den Marburger Lahnbergen

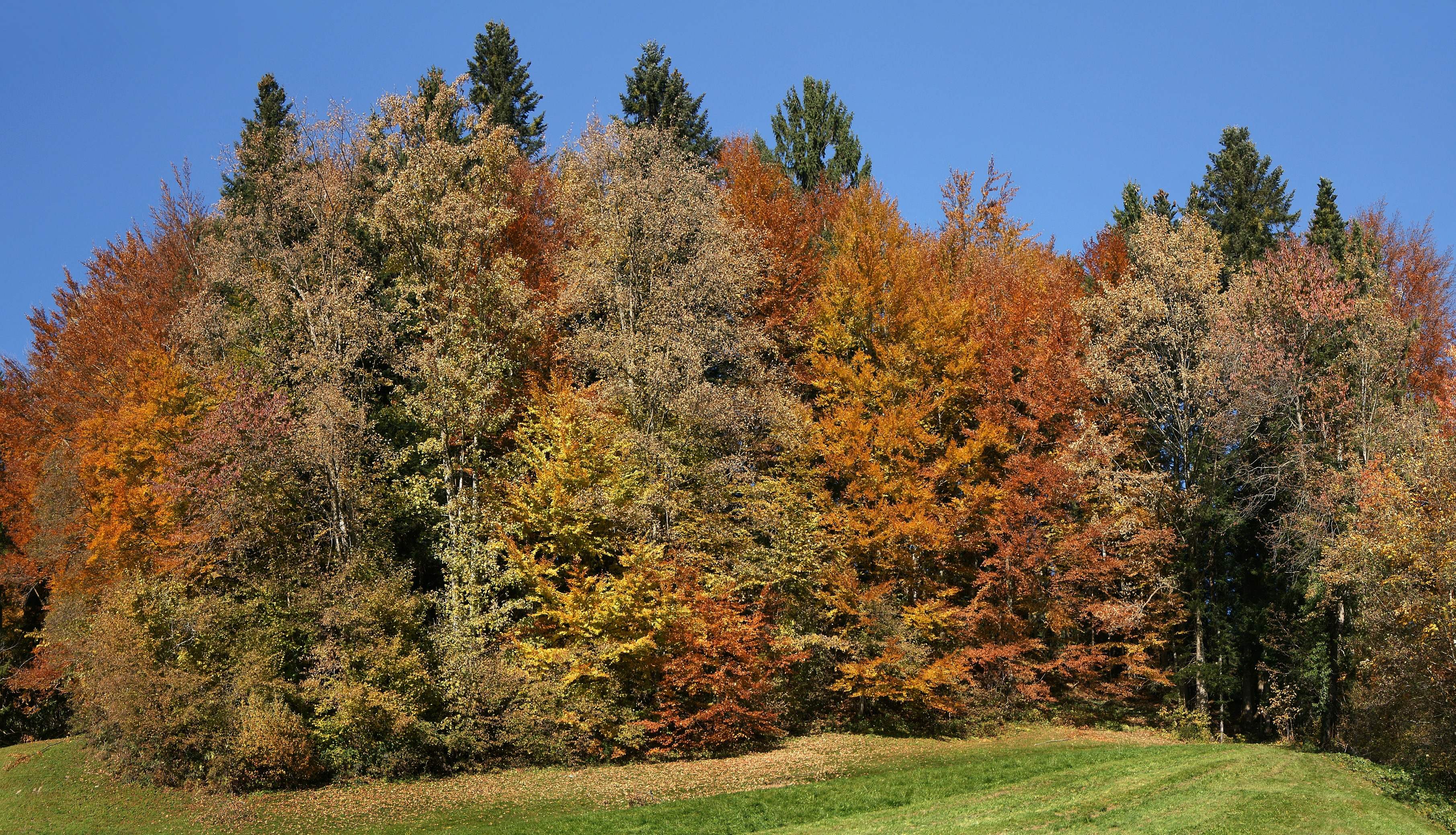
Herbst im Mischwald

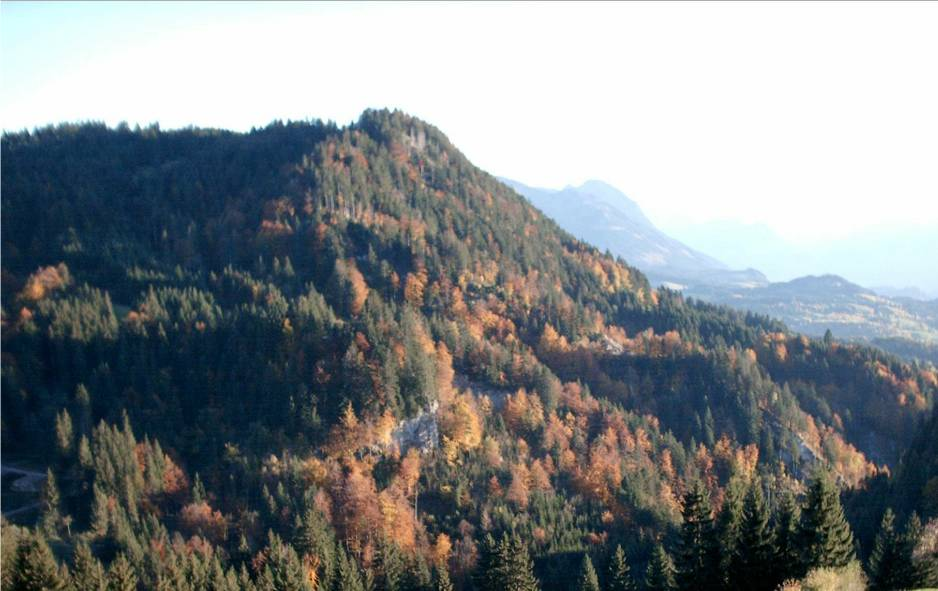
Bergmischwald im Herbst bei Burgberg, Lkr. Oberallgäu

Mischwald ist ein vorwiegend umgangssprachlich verwendeter Begriff für Wälder, in denen mehrere Baumarten z. B. Laub- und Nadelbäume gemeinsam vorkommen. 

## Unterteilung
Mischwälder können unterteilt werden in Laubmischwälder, in denen vorwiegend oder ausschließlich verschiedene Laubbaumarten vorkommen, und in Nadelmischwälder, in denen vorwiegend oder ausschließlich verschiedene Nadelbaumarten vorkommen. Bei der Benennung von Mischwaldtypen gilt in der Regel, dass die dominierende Baumart, Gattung, Familie usw. an zweiter Stelle mit dem Wort Wald verbunden wird: Ein Tannen-Buchenwald ist demnach ein Rotbuchenwald, in dem auch häufig Tannen (als Anzeiger der montanen Höhenstufe) vorkommen und ein Laub-Nadelmischwald ist ein Nadelwald, in dem auffallend viele verschiedene Laubhölzer vorkommen.
In Forstwissenschaft und Vegetationskunde wird der Begriff Mischwald ohne weitere Zusätze nur selten verwendet. Stattdessen werden exaktere Begriffe wie beispielsweise Stieleichen-Hainbuchen-Wald oder Erlen-Eschen-Auwald verwendet.
Bergmischwald ist ein üblicher Begriff für Mischwälder aus Fichte, Tanne und Rotbuche (oft unter Beteiligung weiterer Arten) in der montanen Höhenstufe der süddeutschen Mittelgebirge und der Alpen (→ Alpenflora).
Die deutsche Bundeswaldinventur definiert Mischwald wie folgt: Es kommen Bäume aus mindestens zwei botanischen Gattungen vor, wobei jede mindestens 10 Prozent Flächenanteil hat. Nach den Erhebungen der Dritten Bundeswaldinventur (2012) sind 76 Prozent der deutschen Wälder Mischwälder. Im Zeitraum zwischen 2002 und 2012 nahm der Anteil der Mischwälder in Deutschland um 5 Prozent zu, hat jedoch 2021 wieder bei 76 % gelegen.
Der Begriff Mischbestand wird als Unterschied zum Reinbestand verwendet. Hier wird keine Unterscheidung zwischen Laub- und Nadelgehölzen vorgenommen.